# Fraude académico
El fraude académico, o deshonestidad académica, es todo tipo de práctica no ética en el trabajo académico. Como tal se entiende la apropiación de textos, la compra o venta de obras, la infracción del derecho de autor, la externalización de tareas y la falsificación de títulos, declaraciones y documentos de cualquier tipo.
El fraude académico incluye el fraude artístico, fraude científico, fraude textual (plagio), el fraude intelectual, fraude en concursos y procesos electorales y la charlatanería, entre otros.

## Tipos

### Cohecho
El cohecho es el acto de dar dinero o dar regalos que altera el comportamiento del destinatario. El cohecho constituye un crimen y es definido por el Black's Law Dictionary como la ofrenda, donación, recepción o solicitud de cualquier elemento de valor para influir en las acciones de un funcionario u otra persona encargada de un deber público o legal.
El cohecho es el don otorgado para influir en la conducta del receptor. Puede ser cualquier dinero, bien, derecho en acción, propiedad, privilegio, emolumento, objeto de valor, ventaja o simplemente una promesa o compromiso para inducir o influir en la acción, el voto o la influencia de una persona en un funcionario o capacidad pública.

### Hacer trampas

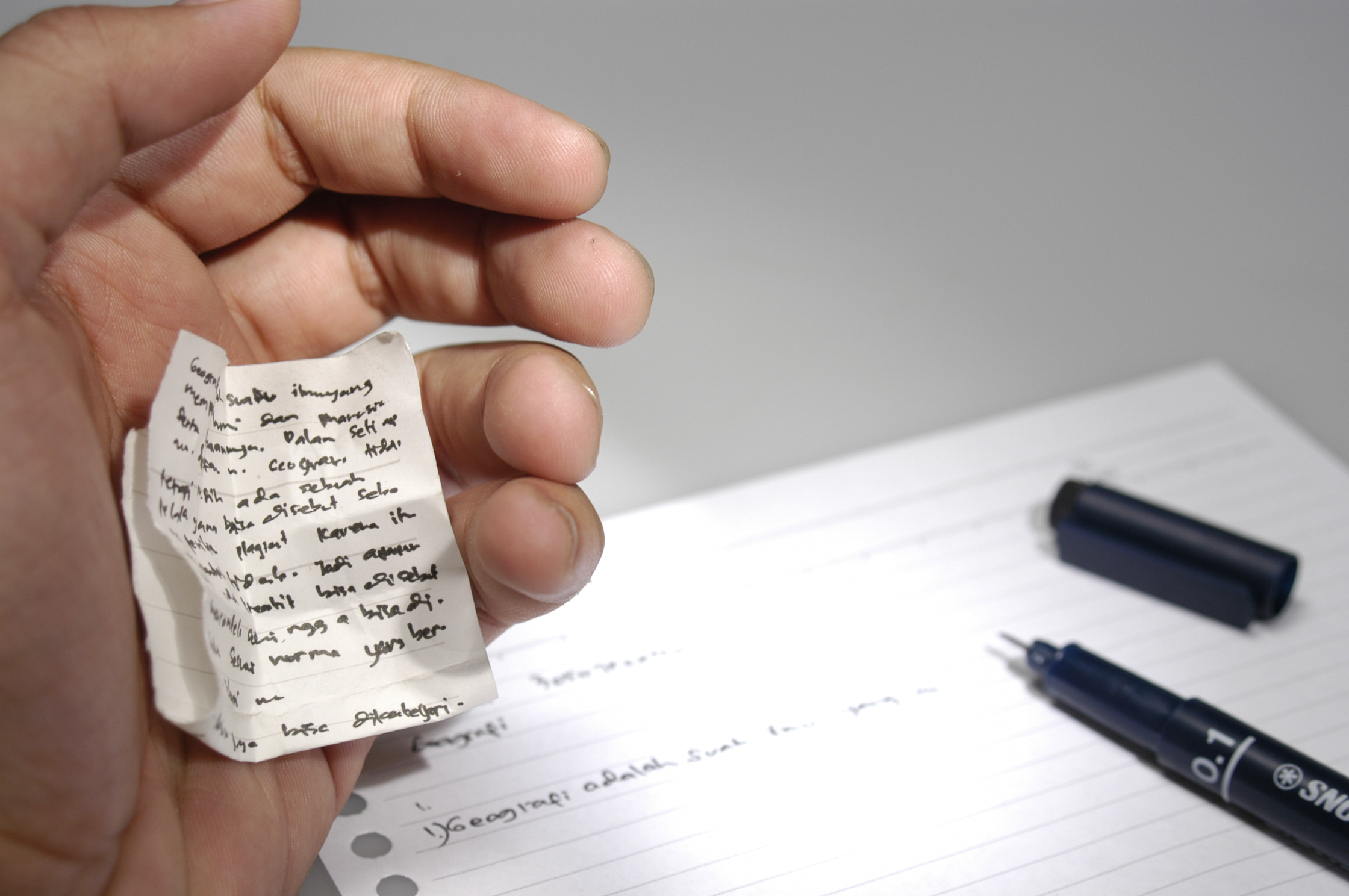
El uso de apuntes escondidos durante un examen se ve típicamente como una forma de hacer trampas.

El hacer trampas puede tomar la forma de apuntes escondidos, mirar sobre el hombro de alguien durante un examen, o cualquier intercambio de información prohibido entre los estudiantes con respecto a un examen o ejercicio. Muchos métodos elaborados de hacer trampas se han desarrollado a través de los años. Por ejemplo, los estudiantes han sido documentados ocultando notas en el tanque del inodoro del baño, en las briznas de sus gorras de béisbol, o en sus mangas. Además, el almacenamiento de información en las calculadoras gráficas, buscapersonas, teléfonos celulares y otros dispositivos electrónicos ha surgido desde que comenzó la revolución de la información. Mientras los estudiantes han explorado subrepticiamente las pruebas de los que están sentados cerca de ellos, algunos estudiantes tratan activamente de ayudar a aquellos que están tratando de engañar. Métodos de señalización secreta de la respuesta correcta a los amigos son muy variados, que van desde estornudos codificados o golpear un lápiz a ruidos agudos más allá de la gama de audiencia de la mayoría de los profesores. Algunos estudiantes han sabido utilizar medios más elaborados, tales como usar un sistema de señales repetitivas del cuerpo como movimientos de la mano o tirón del pie para distribuir respuestas (por ejemplo, un golpecito del pie podría corresponder a la respuesta «A», dos golpecitos para la respuesta «B», y así sucesivamente).
Hacer trampas difiere de la mayoría de las otras formas de deshonestidad académica, en que la gente puede participar en ella sin beneficiarse académicamente en absoluto. Por ejemplo, un estudiante que telegrafió ilícitamente las respuestas a un amigo durante una prueba estaría haciendo trampa, aunque el propio trabajo del estudiante no se vea afectado en modo alguno. Otro ejemplo de deshonestidad académica es un diálogo entre estudiantes de la misma clase pero en dos turnos diferentes, los cuales están programados para ese día. Si el estudiante en el turno anterior informa al otro estudiante en el período posterior sobre la prueba; se considera deshonestidad académica, aunque el primer estudiante no se haya beneficiado a sí mismo.

### Engaño
El engaño es proporcionar información falsa a un maestro/instructor con respecto a un ejercicio académico formal. Ejemplos de esto incluyen tomar más tiempo en una prueba para llevar a casa de lo que se permite, dando una excusa deshonesta al pedir una extensión de plazo, o falsamente afirmando haber presentado el trabajo. Este tipo de mala conducta académica a menudo se considera más suave que las formas más obvias de engaño, y estudiantes de otro modo honestos a veces se dedican a este tipo de deshonestidad sin considerarse a sí mismos tramposos. También se hace a veces por los estudiantes que no han terminado una asignación, para evitar la responsabilidad de hacerla.

### Fabricación
Fabricación es la falsificación de datos, información o citas en cualquier ejercicio académico formal. Esto incluye componer citas para respaldar argumentos o inventar citas. La fabricación predomina en las ciencias naturales, donde los estudiantes a veces falsifican datos para hacer que los experimentos «funcionen». Incluye la falsificación de datos, en la que se hacen afirmaciones falsas sobre la investigación realizada, incluyendo la presentación selectiva de los resultados para excluir los datos inconvenientes para generar datos falsos.
Las referencias bibliográficas son a menudo fabricadas, especialmente cuando se requiere un cierto número mínimo de referencias o se considera suficiente para el tipo particular de papel. Este tipo de fabricación puede abarcar desde referencias a obras cuyos títulos parecen relevantes, pero que el alumno no leyó, hasta confeccionar títulos y autores falsos.
También existe la práctica del «trabajo en seco», que puede ocurrir en la química o en otros cursos de laboratorio, en los que el profesor claramente espera que el experimento dé ciertos resultados (que confirman las leyes establecidas), por lo que el estudiante empieza a partir de los resultados y trabaja hacia atrás, Calculando cuáles deberían ser los datos experimentales, a menudo añadiendo variación a los datos. En algunos casos, el informe del laboratorio se escribe antes de que se realice el experimento, en algunos casos el experimento nunca se lleva a cabo. En cualquier caso, los resultados son lo que el instructor espera.

### Suplantación
La suplantación es una forma de engaño por la cual una persona diferente que el estudiante asignado una asignación o un examen lo completa. De esa manera, el trabajo académico es totalmente «subcontratado» a otra persona u organización, generalmente a cambio de un pago.

### Plagio
El plagio, tal como se define en el Random House Compact Unabridged Dictionary de 1995, es el «uso o imitación cercana del lenguaje y los pensamientos de otro autor y la representación de ellos como su propia obra original». En la academia, es visto como la adopción o reproducción de creaciones intelectuales originales (como conceptos, ideas, métodos, partes de información o expresiones, etc.) de otro autor (persona, colectivo, organización, comunidad u otro tipo de autor, incluidos los autores anónimos) sin el debido reconocimiento, en contextos donde la originalidad es reconocida y recompensada. Esto puede ir desde tomar prestado sin atribución una frase particularmente apta, a parafrasear la idea original de otra persona sin citarla.
El concepto moderno del plagio como inmoral y la originalidad como un ideal surgió en Europa sólo en el siglo XVIII, mientras que en los siglos anteriores se animó a los autores y artistas a «copiar a los amos lo más cerca posible» y evitar «invención innecesaria». Las nuevas costumbres del siglo XVIII han sido institucionalizadas y aplicadas de manera prominente en los sectores de la academia (incluyendo la ciencia académica, la educación, la ingeniería, etc.) y el periodismo, donde el plagio se considera deshonestidad académica y violación de la ética periodística, sujeto a sanciones como la expulsión y otros daños graves a la carrera. No es así en las artes, que han resistido en su tradición establecida desde hace mucho tiempo de copiar como una práctica fundamental del proceso creativo, con el plagio siendo todavía enormemente tolerado por los artistas del siglo XXI.
El plagio no es un crimen, sino que se desaprueba más por motivos de ofensa moral. Puede ser un caso para el derecho civil si es tan importante para constituir una infracción de derechos de autor.
Desde el año 2000, las discusiones sobre los temas del plagio estudiantil han aumentado, con una parte importante de esta discusión centrada en la cuestión de cómo los mejores estudiantes pueden ser ayudados a entender y evitar el plagio. Dadas las serias consecuencias que tiene el plagio para los estudiantes, se ha hecho un llamamiento para un mayor énfasis en el aprendizaje para ayudar a los estudiantes a evitar el plagio.

### Mala conducta profesional
La mala conducta profesional incluye la clasificación inadecuada de los papeles de los estudiantes y los exámenes orales, fraude de grado, negligencia deliberada hacia el engaño o ayuda en el engaño. Esto se puede hacer por razones de sesgo personal hacia los estudiantes (favoritismo) o un punto de vista particular (deshonestidad intelectual), por un soborno, o para mejorar el propio rendimiento percibido por el profesor aumentando la tasa de aprobación. Todavía se hace ocasionalmente por cuestiones de ego o para obtener favores sexuales (acoso sexual).

### Sabotaje
El sabotaje es cuando un estudiante o un profesor impide que otros terminen su trabajo. Esto incluye cortar las páginas de los libros de la biblioteca, borrar los datos de la computadora del compañero de clase o interrumpir deliberadamente los experimentos de otros. El sabotaje generalmente sólo se encuentra en ambientes altamente competitivos, como en escuelas extremadamente elitistas, donde las clasificaciones son muy apreciadas. La mala conducta y la  interrupción en bajos niveles del aprendizaje de otros estudiantes, sin embargo, es extremadamente común en todos los entornos educativos.

## Según país

### Brasil
En Brasil, abogados señalan que la discusión de la compra de las disertaciones y tesis en internet tiene que estar en el campo de la ética y la moral. Penalmente, el tema es considerado controvertido y difícil de caracterizar.
Según Mario Elias Soltoski Junior, el plagio es un caso de delito grave, ya que tiene ánimo de lucro, que no necesariamente tiene que ser dinero. «Se puede pasar el curso», explica. Lo que ocurre es que, incluso en los casos raros en los que el problema se ha llevado ante la justicia, la discusión se centra en el área civil y no penal, el autor exigiendo compensación por parte de los autores del fraude, y cuando alguien se compromete a asignar la autoría de una producción intelectual, la posibilidad de que algún tipo de castigo suceda se desploma. En el caso de las universidades, una obra original comprada por mutuo acuerdo entre las partes, difícilmente es descubierto; y cuando lo es, todavía hay sanciones administrativas, que varían de acuerdo a las normas de cada institución, empezando por la necesidad de volver a hacer el trabajo y que llegan hasta la expulsión.
«Si un estudiante usa la monografía de otro para obtener el título de licenciatura, socava el principio de originalidad. Si él dice que es de él, incluso con la autorización de otro, entonces ambos están profesando falsedad ideológica», dijo el profesor Luiz Eduardo Simões de Souza. Para el revisor Públio Athayde, es posible clasificarlo como fraude en algunos casos, conspiración en otros, e infracción de derecho de autor a menudo. Ello cita el posible marco del artículo 298 del Código Penal, que habla de falsificación de documento privado y los que mientan, ya que copiar parte del trabajo de otros sin dar crédito sería una omisión de información.
Existe también el artículo 299 del Código Penal brasileño, que se refiere a «omitir, en documento público o privado, declaración que en él debe contener, o en él insertar o hacer insertar declaración falsa o diferente que debía ser escrita, con el fin hacer daño al poseedor del derecho, crear obligaciones o alterar la verdad sobre el hecho jurídicamente relevante».

### Italia
En Italia, el fenómeno del fraude académico es generalizado y endémico. A pesar de esto, se considera que la percepción de la gravedad del problema y la necesidad de intervenciones en el sistema escolar es muy atenuada. En la sociedad italiana, por ejemplo, el problema de la corrupción de los valores éticos que se realiza la experiencia escolar diaria ni siquiera se percibe como una cuestión política, o de cualquier otro nivel; una situación que fue expresada por el político democratacristiano Beniamino Andreatta, quien, por el contrario, anexó al problema una importancia fundamental: «Nadie quiere atacar a la propia estructura corruptora de la sociedad italiana: la clase escolar. Estos niños que están capacitados, en el comportamiento de todos los días, para desarrollar una mentalidad mafiosa, hechos de complicidad en contra de las instituciones [...] una solidaridad cómplice, en el que el objetivo común está dado por engañar a los que están en la silla [... ] y donde los individuos, en lugar de perseguir el objetivo de destacar por su excelencia, unen fuerzas para obtener el máximo resultado con el mínimo esfuerzo [...] traicionando cada principio ético individual, la transparencia de la conducta, la apertura, la honestidad, el libre intercambio, la difusión de la propiedad».

### Uruguay
En Uruguay el fraude académico es un fenómeno existente en la educación universitaria y se castiga en general con la suspensión del estudiante. La forma de castigo varía según la facultad ya que la Universidad de la República actúa como una federación de facultades y no hay criterios comunes siendo el castigo mínimo la suspensión por un período de exámenes en la Facultad de Ciencias Sociales y el máximo nueve años en la Facultad de Ciencias Económicas. En general la copia en exámenes es la forma más común de fraude. La Universidad Católica posee un único reglamento de sanción para los estudiantes de todas sus facultades que contempla desde la observación oral hasta la expulsión.